# 比列湖 (敖德薩州)

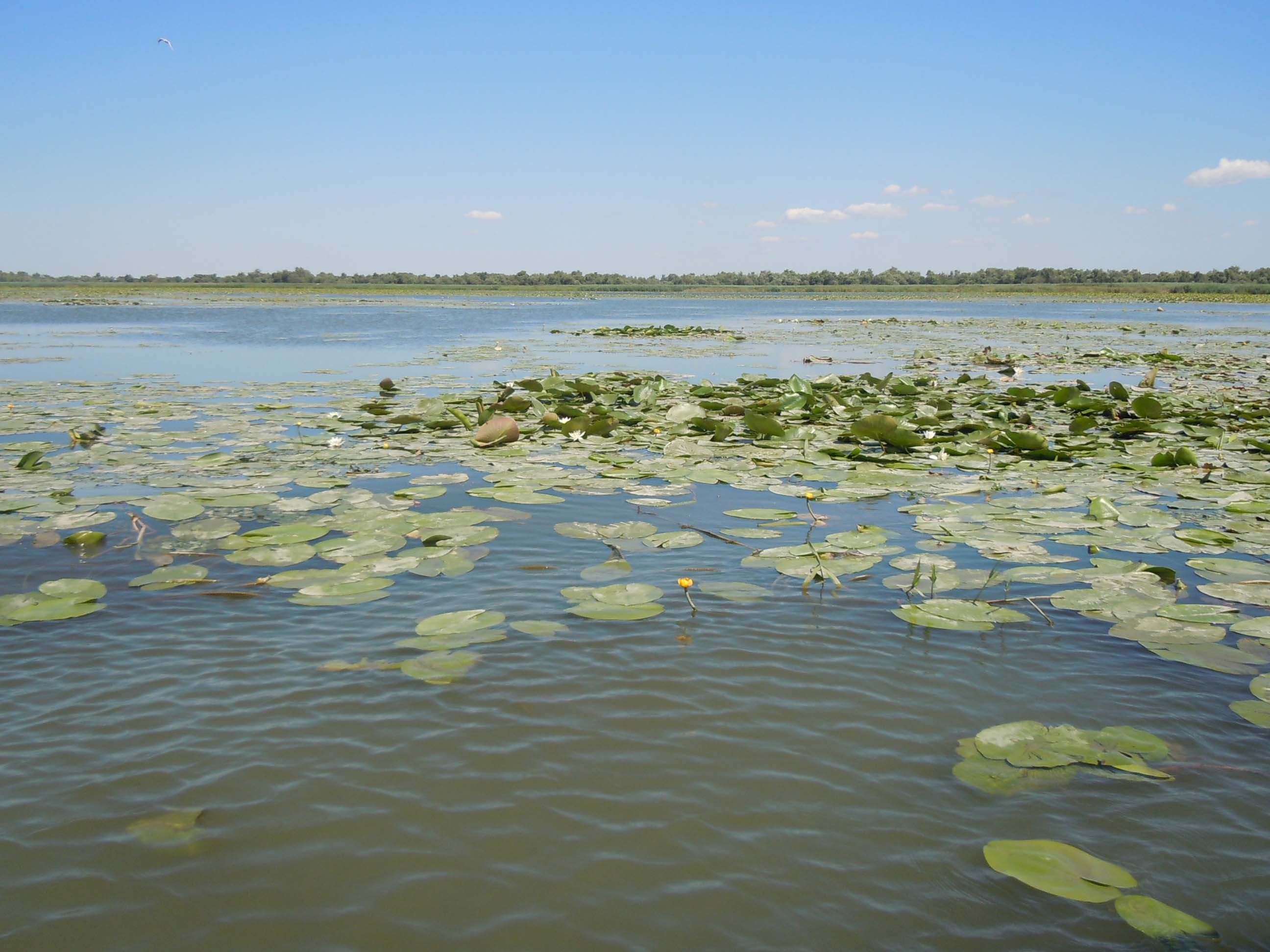

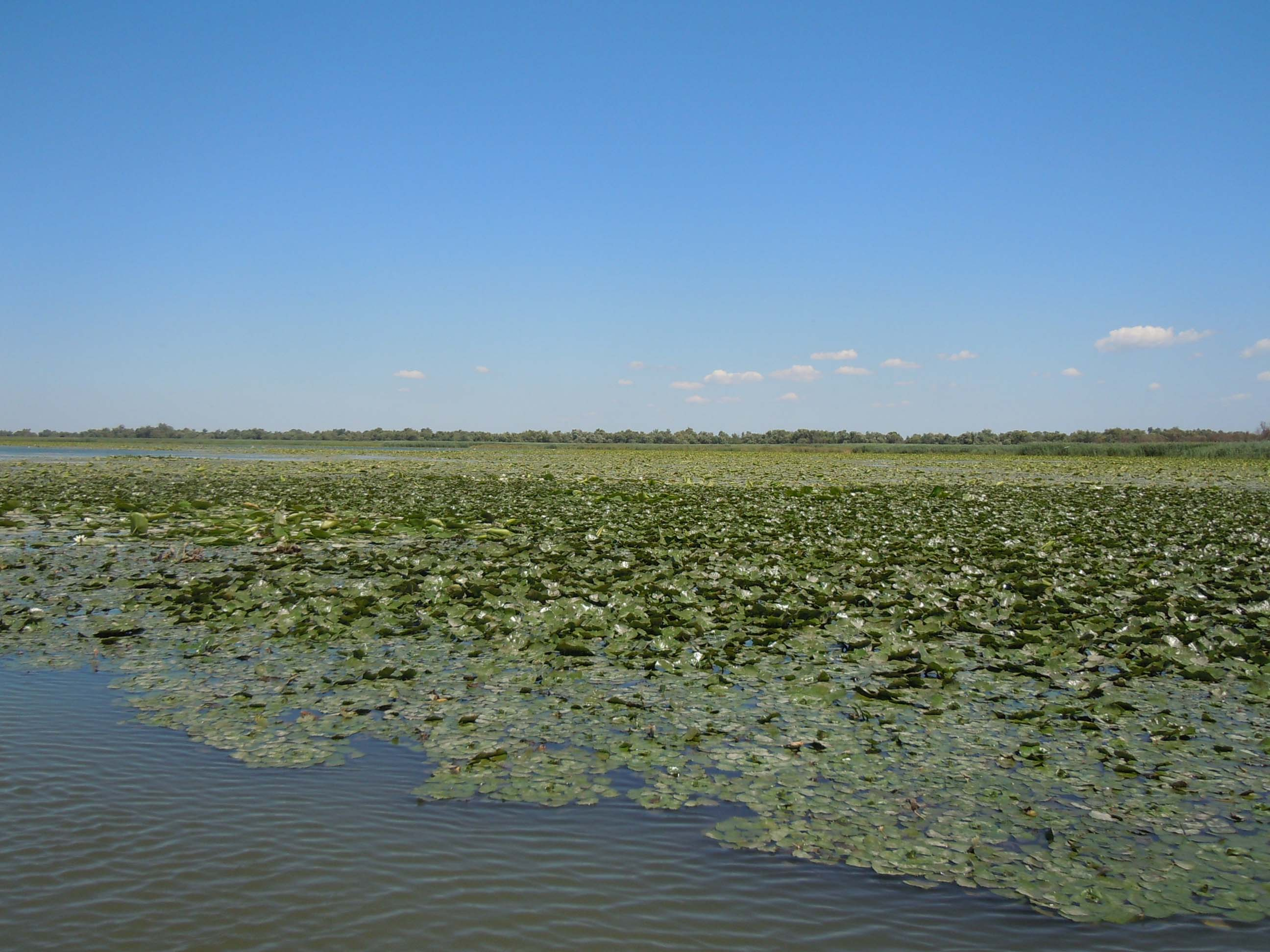

比列湖（烏克蘭語：Біле озеро），是烏克蘭的湖泊，位於該國西南部敖德薩州，處於別利亞耶夫卡附近的傑斯納河三角洲，長1.7公里、寬0.8公里，面積1.3平方公里。
46°27′08.5″N 30°10′52.5″E / 46.452361°N 30.181250°E